# Nati nel 1911/Gennaio
| Questa pagina contiene informazioni ricavate automaticamente dalle voci biografiche con l'ausilio del template Bio e di un bot. L'aggiornamento è periodico e automatico e ricostruisce completamente la pagina. Se manca una persona in questa lista, sei pregato di non aggiungerla, ma accertati piuttosto che la sua voce biografica contenga il template Bio e che i dati anagrafici siano correttamente compilati. Se il template Bio manca, inseriscilo tu stesso o, in alternativa, metti l'avviso {{tmp\|Bio}} che ne segnala la mancanza. Se i dati riportati sono sbagliati, correggi direttamente la voce biografica; le modifiche saranno visibili in questa lista entro pochi giorni. Per chiarimenti vedi il progetto biografie. La lista contiene solo le 166 persone che sono citate nell'enciclopedia e per le quali è stato implementato correttamente il template Bio. Pagina aggiornata al 18 ago 2025. |

- 1º gennaio - Tom Amrhein, calciatore statunitense
- 1º gennaio - Andrée Bertoletto, supercentenaria francese
- 1º gennaio - Angelo Bianchetti, architetto italiano († 1994)
- 1º gennaio - Roberto Boselli, militare italiano († 1938)
- 1º gennaio - Basil Dearden, regista, sceneggiatore e produttore cinematografico britannico († 1971)
- 1º gennaio - Hank Greenberg, giocatore di baseball statunitense († 1986)
- 1º gennaio - Necdet Kent, diplomatico turco († 2002)
- 1º gennaio - Lee Seong-gu, cestista, allenatore di pallacanestro e dirigente sportivo sudcoreano († 2002)
- 1º gennaio - Andrea Lo Jacono, funzionario italiano († 2001)
- 1º gennaio - Manlio Longon, partigiano e dirigente d'azienda italiano († 1945)
- 1º gennaio - Achmad Nawir, calciatore indonesiano († 1995)
- 1º gennaio - Giorgio Prosperi, sceneggiatore, autore televisivo e critico teatrale italiano († 1997)
- 1º gennaio - Guido Santin, canottiere italiano († 2008)
- 1º gennaio - Sisto Tavano, calciatore italiano
- 1º gennaio - Roman Totenberg, violinista statunitense († 2012)
- 1º gennaio - Audrey Wurdemann, poetessa statunitense († 1960)
- 2 gennaio - Dante Bertolini, politico, esperantista e poeta svizzero († 1998)
- 2 gennaio - Renato Bonelli, storico dell'architettura e architetto italiano († 2004)
- 2 gennaio - Jānis Dobelis, calciatore lettone († 1999)
- 2 gennaio - Arturo Prestipino, violinista e compositore italiano († 1989)
- 2 gennaio - Jack Martin Smith, scenografo statunitense († 1993)
- 2 gennaio - Albert Vandeplancke, nuotatore e pallanuotista francese († 1939)
- 3 gennaio - Tian Fang, attore cinese († 1974)
- 4 gennaio - Reidar Karlsen, calciatore norvegese († 1996)
- 4 gennaio - Enrico Lorenzetti, pilota motociclistico italiano († 1989)
- 4 gennaio - Lilia d'Albore, violinista italiana († 1988)
- 5 gennaio - Jean-Pierre Aumont, attore francese († 2001)
- 5 gennaio - Friedl Däuber, sciatore alpino tedesco († 1997)
- 5 gennaio - Cesidio Guazzaroni, diplomatico italiano († 2004)
- 6 gennaio - Friedrich Hendrix, velocista tedesco († 1941)
- 6 gennaio - Armando Massiglia, calciatore italiano († 1980)
- 6 gennaio - Silvio Micheli, scrittore italiano († 1990)
- 6 gennaio - Jan Wasiewicz, calciatore polacco († 1976)
- 7 gennaio - Roberto Amoroso, produttore cinematografico, sceneggiatore e regista italiano († 1994)
- 7 gennaio - Yolande Beekman, militare britannica († 1944)
- 7 gennaio - René Bougnol, schermidore francese († 1956)
- 7 gennaio - Oscar De Mejo, compositore italiano († 1992)
- 7 gennaio - Dina Proničeva, attrice ucraina († 1977)
- 7 gennaio - Fabio Padoa-Schioppa, dirigente d'azienda italiano († 2012)
- 7 gennaio - Calibi, paroliere e produttore discografico italiano († 1997)
- 7 gennaio - Silverio Tricoli, calciatore italiano
- 8 gennaio - Simone Gatto, politico italiano († 1976)
- 8 gennaio - Butterfly McQueen, attrice statunitense († 1995)
- 8 gennaio - Arnaldo Morano, liutaio italiano († 2007)
- 8 gennaio - Andrej Očenáš, compositore slovacco († 1995)
- 9 gennaio - Lev Pavlovič Ochotin, politico russo († 1948)
- 9 gennaio - Francis Frederick Reh, vescovo cattolico statunitense († 1994)
- 9 gennaio - Joichi Tomonaga, aviatore giapponese († 1942)
- 10 gennaio - Romano Maffeis, maratoneta italiano
- 10 gennaio - Reinholds Robots, calciatore lettone
- 10 gennaio - Carlo Zanelli, politico e dirigente sportivo italiano († 2002)
- 10 gennaio - Carlo Bernadotte, nobile svedese († 2003)
- 11 gennaio - Mario Amadeo, scrittore e diplomatico argentino († 1983)
- 11 gennaio - Luigi Bianchi D'Espinosa, magistrato e partigiano italiano († 1972)
- 11 gennaio - János Dudás, calciatore ungherese († 1979)
- 11 gennaio - Nora Heysen, pittrice australiana († 2003)
- 11 gennaio - Freda James, tennista britannica († 1988)
- 11 gennaio - Anđelko Marušić, calciatore jugoslavo († 1981)
- 11 gennaio - Brunhilde Pomsel, tedesca († 2017)
- 11 gennaio - Zenkō Suzuki, politico giapponese († 2004)
- 11 gennaio - Antonino Tripodi, politico e giornalista italiano († 1988)
- 11 gennaio - Davide Turconi, giornalista e storico del cinema italiano († 2005)
- 11 gennaio - Jerzy Zarzycki, regista e sceneggiatore polacco († 1971)
- 12 gennaio - Gabriel Almond, politologo statunitense († 2002)
- 12 gennaio - Gerhard Bast, avvocato austriaco († 1947)
- 12 gennaio - Paul Mathies, calciatore tedesco († 1989)
- 12 gennaio - Gisela von Pöllnitz, giornalista tedesca († 1939)
- 13 gennaio - Guido Del Mestri, cardinale e arcivescovo cattolico italiano († 1993)
- 13 gennaio - Vieri Luschi, fantino italiano († 1974)
- 13 gennaio - Masayuki Mori, attore giapponese († 1973)
- 13 gennaio - Ananda Samarakoon, compositore e musicista singalese († 1962)
- 13 gennaio - Dieter Wisliceny, militare tedesco († 1948)
- 13 gennaio - Yang Dezhi, generale e politico cinese († 1994)
- 14 gennaio - József Moravetz, calciatore rumeno († 1990)
- 14 gennaio - Sergio Paronetto, economista e politico italiano († 1945)
- 14 gennaio - Sailor Jerry, artista statunitense († 1973)
- 15 gennaio - Willi Billmann, calciatore tedesco († 2008)
- 15 gennaio - Cy Feuer, compositore statunitense († 2006)
- 15 gennaio - Pavel Vasil'evič Ryčagov, aviatore sovietico († 1941)
- 15 gennaio - Jean Talairach, medico francese († 2007)
- 16 gennaio - Bruno Cassetti, calciatore italiano († 2004)
- 16 gennaio - Eduardo Frei Montalva, avvocato e politico cileno († 1982)
- 16 gennaio - Roger Lapébie, ciclista su strada e pistard francese († 1996)
- 16 gennaio - Floyd B. Parks, aviatore statunitense († 1942)
- 17 gennaio - Vittorio Alfieri, calciatore italiano
- 17 gennaio - Izis Bidermanas, fotoreporter e fotografo lituano († 1980)
- 17 gennaio - Guido Carestiato, aviatore e militare italiano († 1980)
- 17 gennaio - Gavriil Kačalin, calciatore e allenatore di calcio sovietico († 1995)
- 17 gennaio - Philibert Smellinckx, calciatore belga († 1977)
- 17 gennaio - George Stigler, economista statunitense († 1991)
- 18 gennaio - José María Arguedas, scrittore e antropologo peruviano († 1969)
- 18 gennaio - Duilio Carotti, pittore italiano († 1957)
- 18 gennaio - Charles Delaunay, critico musicale e produttore discografico francese († 1988)
- 18 gennaio - Giovanni Salghetti Drioli, architetto e urbanista italiano († 1988)
- 19 gennaio - Aliya di Hejaz, principessa araba († 1950)
- 19 gennaio - César Bertolo, calciatore argentino
- 19 gennaio - Gino Birindelli, ammiraglio e politico italiano († 2008)
- 19 gennaio - Garrett Birkhoff, matematico statunitense († 1996)
- 19 gennaio - Giuseppe Grillo, calciatore italiano
- 19 gennaio - Rose Parenti, attrice statunitense († 1996)
- 20 gennaio - Alfredo Foni, calciatore e allenatore di calcio italiano († 1985)
- 20 gennaio - Alfredo Gatti, calciatore italiano († 2002)
- 20 gennaio - Dino Testoni, calciatore italiano
- 20 gennaio - Jean Vercoutter, egittologo francese († 2000)
- 21 gennaio - Camilla Cederna, giornalista e scrittrice italiana († 1997)
- 21 gennaio - Dick Garrard, lottatore australiano († 2003)
- 21 gennaio - Augusto Jäggli, architetto svizzero († 1999)
- 21 gennaio - Lee Yoo-hyung, allenatore di calcio e calciatore sudcoreano († 2003)
- 22 gennaio - Suzanne Danco, soprano e mezzosoprano belga († 2000)
- 22 gennaio - Bruno Kreisky, politico austriaco († 1990)
- 22 gennaio - André Roussin, drammaturgo e regista teatrale francese († 1987)
- 23 gennaio - Renzo Avanzo, sceneggiatore, produttore cinematografico e attore italiano († 1989)
- 23 gennaio - Angelo Bairati, anatomista italiano († 1994)
- 23 gennaio - Lino Benedetto, pianista e compositore italiano († 1973)
- 23 gennaio - André Castelot, giornalista, scrittore e biografo francese († 2004)
- 23 gennaio - Rudolf Kotormány, calciatore rumeno († 1983)
- 23 gennaio - Astro Mari, clarinettista, paroliere e compositore italiano († 1988)
- 23 gennaio - Riccardo Rossi, artista, scultore e medaglista italiano († 1983)
- 23 gennaio - Alma Vivoda, partigiana italiana († 1943)
- 24 gennaio - René Barjavel, scrittore, giornalista e sceneggiatore francese († 1985)
- 24 gennaio - Michele Federici, arcivescovo cattolico italiano († 1980)
- 24 gennaio - Rafael Jiménez, pallanuotista spagnolo († 1984)
- 24 gennaio - Gyula Lázár, calciatore ungherese († 1983)
- 24 gennaio - Jimmy Milne, allenatore di calcio e calciatore scozzese († 1997)
- 24 gennaio - C. L. Moore, scrittrice e sceneggiatrice statunitense († 1987)
- 25 gennaio - Carlo Bo, ispanista, francesista e critico letterario italiano († 2001)
- 25 gennaio - Alexandru Bârlădeanu, politico e economista rumeno († 1997)
- 25 gennaio - Joseph Cerrito, mafioso italiano († 1978)
- 25 gennaio - Hugo Kraas, generale tedesco († 1980)
- 25 gennaio - Kurt Maetzig, regista e sceneggiatore tedesco († 2012)
- 25 gennaio - Johann Baptist Walpoth, scultore italiano († 1934)
- 26 gennaio - Max Gluckman, antropologo sudafricano († 1975)
- 26 gennaio - Polykarp Kusch, fisico tedesco († 1993)
- 27 gennaio - Marco Bertoldi, pittore italiano († 1999)
- 27 gennaio - Filip Bonačić, pallanuotista jugoslavo († 1991)
- 27 gennaio - Severino Canavesi, ciclista su strada e ciclocrossista italiano († 1990)
- 27 gennaio - Giustino De Cecco, politico italiano († 1976)
- 27 gennaio - Alfons Dorfner, canoista austriaco († 1982)
- 27 gennaio - Simha Flapan, storico e politico israeliano († 1987)
- 27 gennaio - Paul René Gauguin, pittore e scultore norvegese († 1976)
- 27 gennaio - Helen Lloyd Breed, attrice statunitense († 2005)
- 28 gennaio - Mario Gordini, partigiano italiano († 1944)
- 28 gennaio - Mahmoud Messaadi, scrittore e politico tunisino († 2004)
- 28 gennaio - Giovanni Savonuzzi, ingegnere e designer italiano († 1987)
- 29 gennaio - Errico D'Amico, politico italiano († 1985)
- 29 gennaio - Bronisław Gimpel, violinista e insegnante statunitense († 1979)
- 29 gennaio - Lou Holmes, hockeista su ghiaccio e allenatore di hockey su ghiaccio britannico († 2010)
- 29 gennaio - Enrico Martini, militare e partigiano italiano († 1976)
- 29 gennaio - Cherubino Trabucchi, psichiatra italiano († 1986)
- 30 gennaio - John Besford, nuotatore britannico († 1993)
- 30 gennaio - René Duverger, sollevatore francese († 1983)
- 30 gennaio - Roy Eldridge, trombettista statunitense († 1989)
- 30 gennaio - Abderrahmane Farès, politico algerino († 1991)
- 30 gennaio - Hugh Marlowe, attore statunitense († 1982)
- 30 gennaio - Carmelo Marzano, poliziotto e questore italiano († 1983)
- 30 gennaio - Lidia Storoni Mazzolani, scrittrice, giornalista e storica italiana († 2006)
- 30 gennaio - Paris Pişmiş, astronoma armena († 1999)
- 30 gennaio - Francisco Ponzán Vidal, anarchico spagnolo († 1944)
- 30 gennaio - Ivan T. Sanderson, biologo e scrittore scozzese († 1973)
- 31 gennaio - Aurelia Accame Bobbio, storica della letteratura italiana († 1999)
- 31 gennaio - Eddie Byrne, attore irlandese († 1981)
- 31 gennaio - Lavinia Gianoni, ginnasta italiana († 2005)
- 31 gennaio - Jean Leclercq, religioso francese († 1993)
- 31 gennaio - Władysław Mazurkiewicz, serial killer polacco († 1957)
- 31 gennaio - Alberto Pieralisi, regista e sceneggiatore italiano († 2001)
- 31 gennaio - Baba Vanga, mistica bulgara († 1996)